# Comité ouvrier de secours immédiat
Pour les articles homonymes, voir COSI.
Le Comité ouvrier de secours immédiat, ou COSI, (1942-1944) était une organisation « à vocation sociale » de la collaboration en France.

## Historique
Le COSI a été créé en mars 1942 par Charles Vioud, René Mesnard (Rassemblement national populaire ou RNP) et Jules Teulade (Parti populaire français ou PPF) à la suite de bombardements anglais sur la banlieue parisienne (bombardement des ateliers de réparation de chars allemands abrités par les usines Renault, à Boulogne-Billancourt). Il s'agissait officiellement d'aider les familles ouvrières sinistrées par les bombardements (déblaiement, aide financière).

Dans l'esprit des autorités, le COSI était cependant surtout un outil de la propagande du régime de Vichy et de la collaboration à destination des milieux ouvriers.
Les sommes généreusement redistribuées aux familles de sinistrés ont pour une bonne part été prises sur les biens spoliés des juifs. Le Cosi a ainsi été financé à sa création par 100 millions de francs prélevés sur une « amende » d’un milliard imposée aux juifs au prétexte d’un "attentat" de la résistance. Ce sera, entre autres, le cas à Granville.
Le COSI a réussi à attirer quelques vieux routiers de la gauche syndicale, d'anciens syndicalistes présents au RNP et au PPF (qui se disputèrent sa direction compte tenu des sommes à redistribuer), des membres du Parti ouvrier et paysan français (POPF ; ex : Berrar), etc.
Le COSI et le POPF (composé d'un bon nombre d'anciens élus communistes) furent les principales organisations collaborationnistes issues de la gauche révolutionnaire (anarchistes, communistes, syndicalistes révolutionnaires).

Le COSI, très engagé dans la politique de collaboration, est dissous par une ordonnance du 22 août 1944. Les pouvoirs publics cherchent alors à retrouver l'argent et à en sanctionner les responsables.

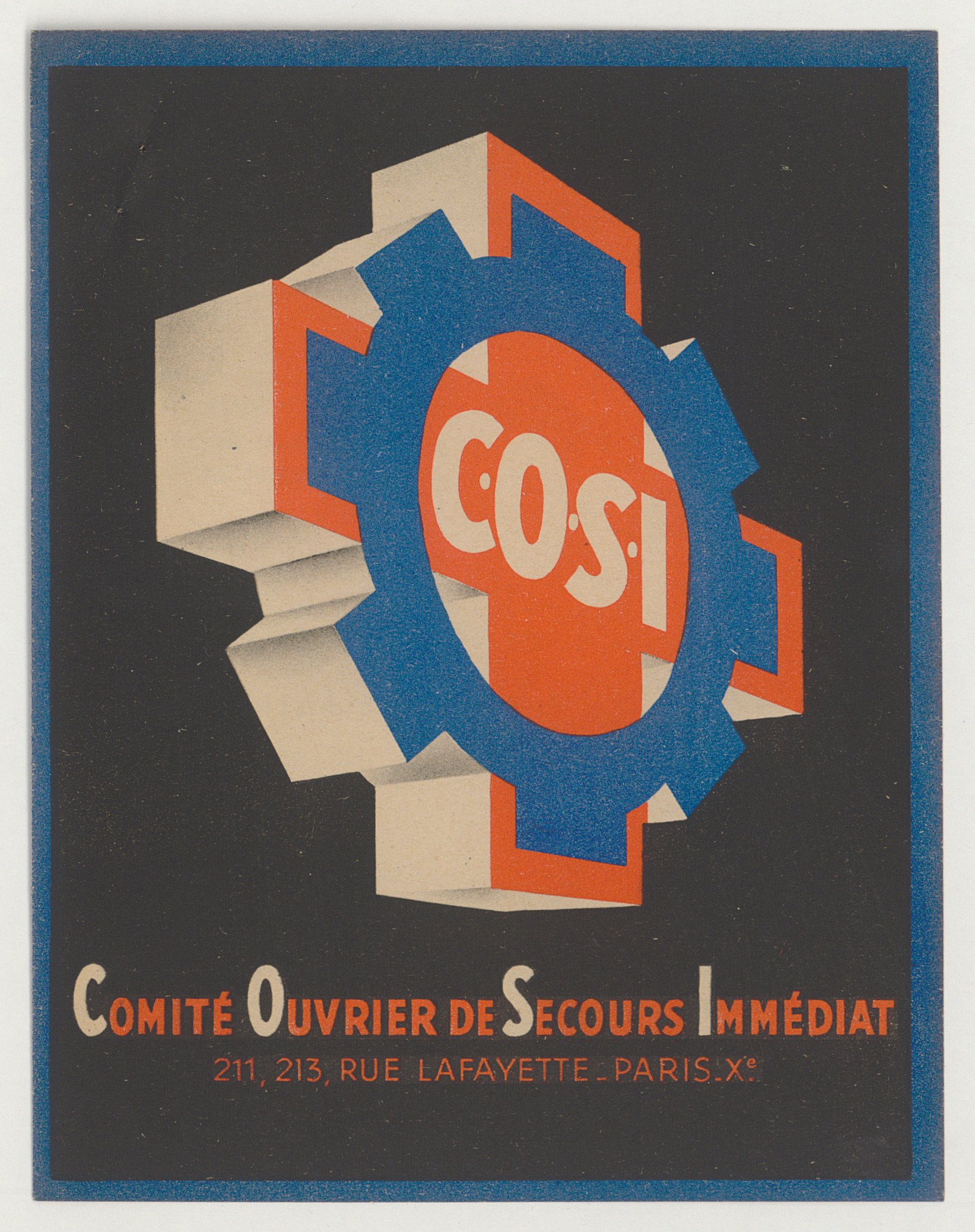
Tract du COSI (1942-1944)
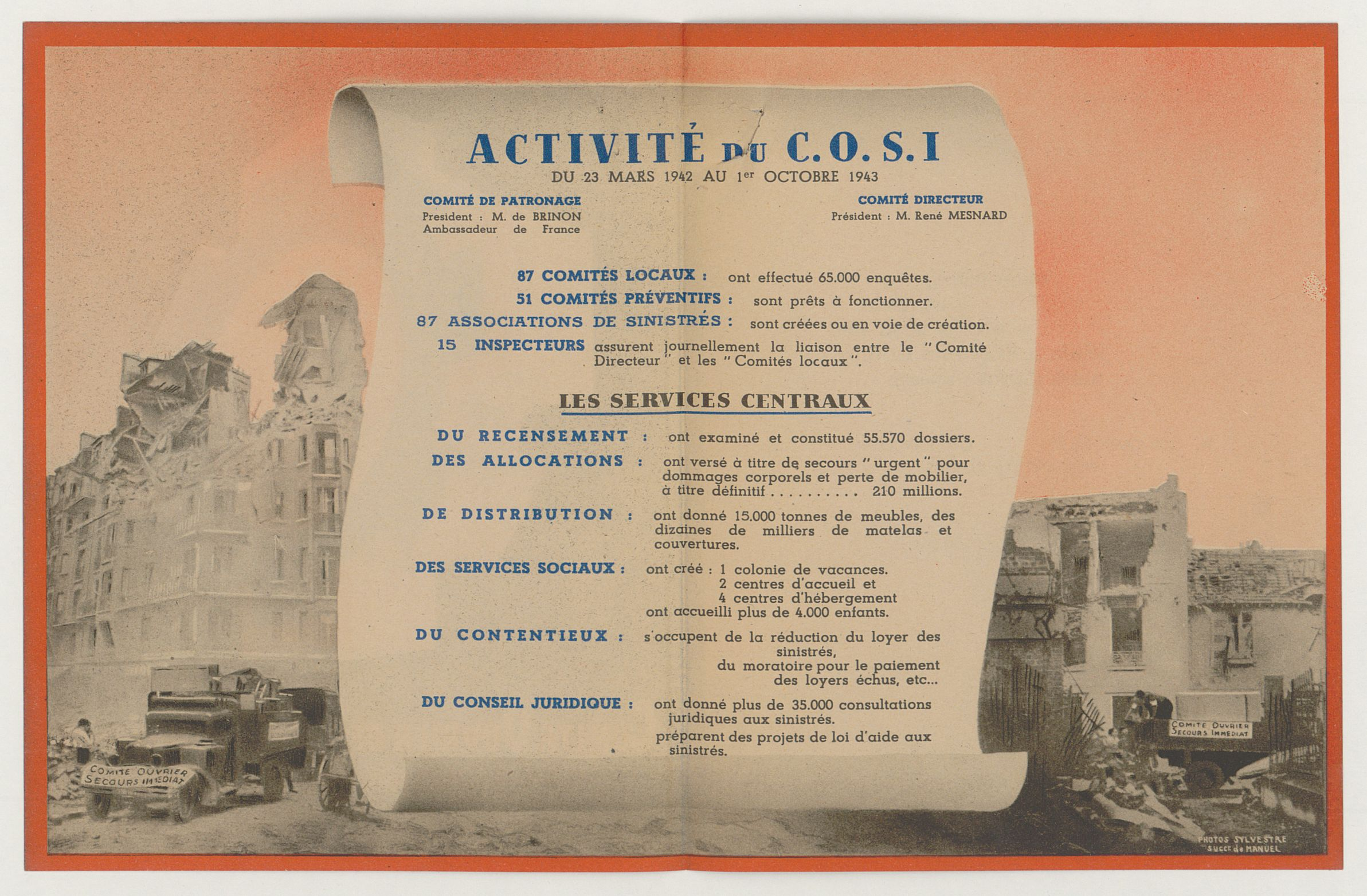
Tract du COSI (1942-1944)
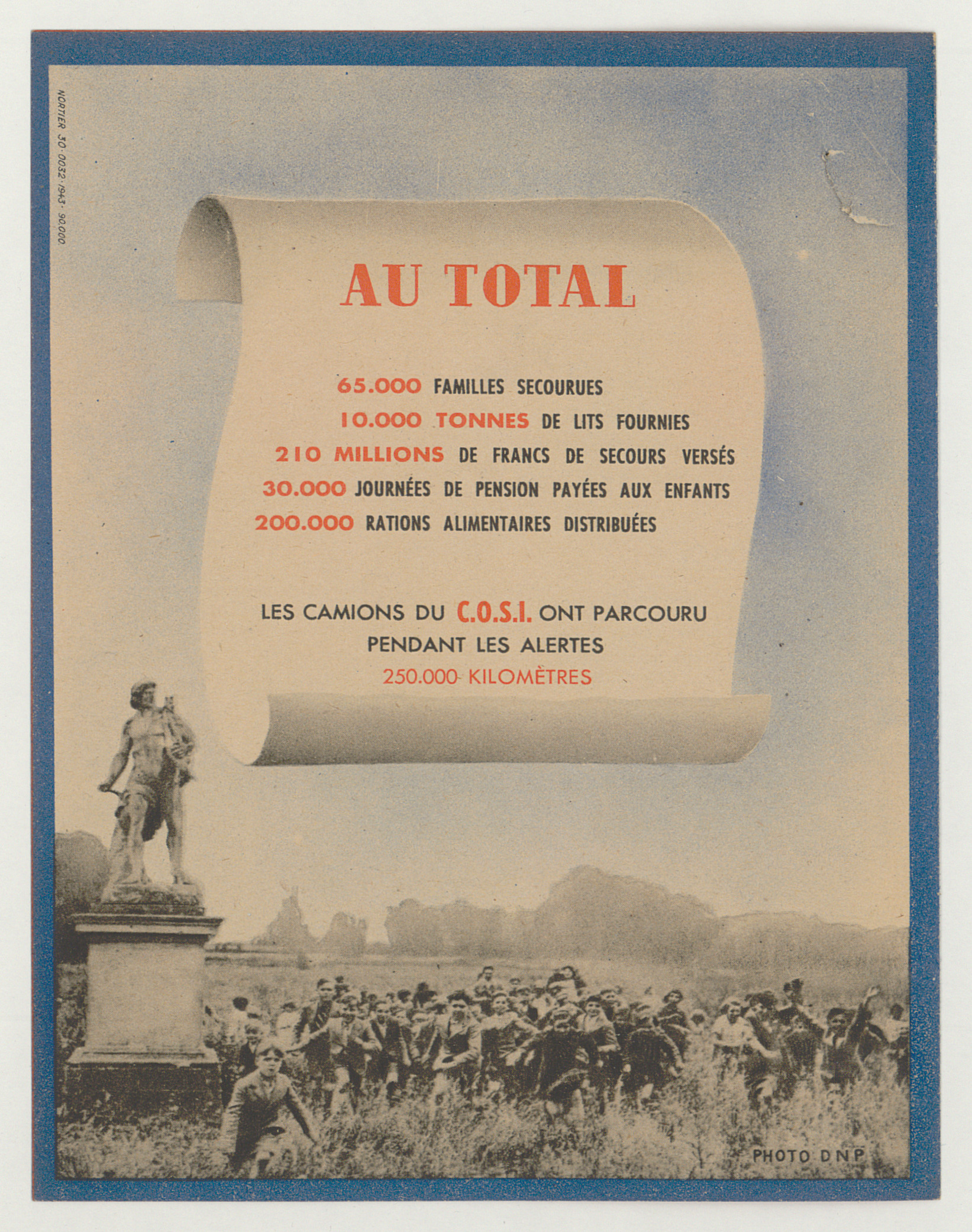
Tract du COSI (1942-1944)

## Personnalités du COSI
- Fondateur : Charles Vioud[2], membre du PCF jusqu'en 1929, puis devient anti-communiste. Fondateur du COSI en 1942.
- 1er président : Georges Yvetot (1868-1942), anarchiste, grande figure historique du syndicalisme révolutionnaire, secrétaire de la Fédération des Bourses du travail de 1901 à 1918, de facto numéro deux du syndicalisme français à cette période, cofondateur de la Ligue antimilitariste. Premier président du Cosi pendant quelques semaines mais meurt en mai 1942[7].
- Coprésident après mai 1942 : René Mesnard[3] : socialiste, puis RNP, dirige le journal l’Atelier. « Officiellement tué lors d'un bombardement allié en Allemagne, plus vraisemblablement lors d'un règlement de comptes décidé par la Milice ou le PPF en mars 1945».
- Coprésident après mai 1942 : Jules Teulade[4] (1890-1974), membre de la SFIO et CGT. Après 1920, membre du PCF, secrétaire à la Fédération du bâtiment de la CGTU, délégué du Profintern en 1926-1928. Puis membre du bureau politique du PPF.
- Trésorier : Marcel Bidegaray[8] : ancien secrétaire général de la Fédération des travailleurs des chemins de fer de la CGT. Mort interné par les Alliés fin 1944.
- François-Charles Carpentier (né en 1902), militant anarchiste, combattant de la guerre d'Espagne devenu très anticommuniste.
- Ludovic Marchet (né en 1888), ouvrier socialiste, libre-penseur, franc-maçon, SFIO, CGT. Restera à la CGT-FO et à la SFIO après la guerre[9].
- Marius Michel (né en 1906), responsable de l'union locale CGT de la Seyne[10].

## Sources
- Au secours Maréchal ! L'instrumentalisation de l'humanitaire (1940-1944), Jean-Pierre Le Crom, Ed. PUF, 2013, p. 199-235  (ISBN 978-2-13-061938-3).
- La collaboration... à gauche aussi, R. Handourtzel et C. Buffet, Ed. Perrin, Paris, 1989.
- Pierre Philippe Lambert et Gérard Le Marec, Partis et mouvements de la collaboration : Paris 1940-1944, Paris, 1993, 300 p. (lire en ligne), chapitre 27 page 189 et suivantes
- Dictionnaire biographique du mouvement ouvrier français de Jean Maitron.
- Tentative de conditionnement de la main-d'œuvre sinistrée : l'action du Comité ouvrier de secours immédiat (COSI) en Seine-Inférieure, John Barzman (Université du Havre). Communication au Ve colloque du groupement de recherche (GDR) 2539 du CNRS sur " Les Entreprises françaises sous l'Occupation " (8-9 juin 2006, Université de Dijon)
- « Le travail dans les entreprises sous l'occupation »
- Archives de l'INA :  et
- Gilles Morin, « Le Comité ouvrier de secours immédiat, « une entreprise allemande sous le masque de la solidarité » », 20 & 21. Revue d'histoire, vol. 142, no 2,‎ 2019, p. 75-91 (ISSN 2649-664X, e-ISSN 2649-6100).